# Arhanghelul Gabriel
Numele „Gabriel” (Gavril sau Gavriil) semnifică în limba ebraică Dumnezeu este puterea mea (latină: Sanctus Gabriel; italiană: San Gabriele; arabă: Jibril).
"Gabriel" este forma internațională a unor prenume ca Gavril, Gavrilă, Gabriele, Gavrilo, Gavrile, Gavro, Gábor, Djibril-Cebrail etc.
Numele său este menționat de patru ori în Biblie, niciodată însă ca „arhanghel”: de două ori în Daniel (8.16 și 9.21) și de două ori în Luca (1.19 și 1.26). După evanghelistul Luca, Gabriel ar fi anunțat atât nașterea lui Ioan Botezătorul, cât și a lui Iisus. 
De fiecare dată apare ca un mesager care aduce vești importante. Mai întâi, el l-a anunțat pe Daniel despre întoarcerea evreilor din captivitatea babiloneană, după care i-a revelat (printr-o viziune spirituală) viitorul națiunilor.
În tradiția ebraică, Gabriel a fost și îngerul pedepsei divine care s-a abătut asupra așezărilor Sodoma și Gomora.
Tot el i-a spus lui Zaharia (la o vârstă înaintată) că soția sa (Elisabeta) îi va naște un copil (Ioan Botezătorul), și în cele din urmă i-a spus Mariei că ea este cea aleasă dintre femei. 
Arhanghelul Gabriel (Gavril-Gavriil) este, alături de Arhanghelul Mihail, unul dintre cei mai importanți îngeri în cadrul tradiției iudeo-creștine și a celei islamice. Este cel de-al doilea în rang printre Arhangheli.
Profetul Mahomed afirmă că Gabriel (Djibril), cel cu 140 de perechi de aripi, i-ar fi dictat Coranul, vers cu vers. În tradiția islamică, Gabriel este considerat a fi spiritul divin al adevărului.

## Noul Testament

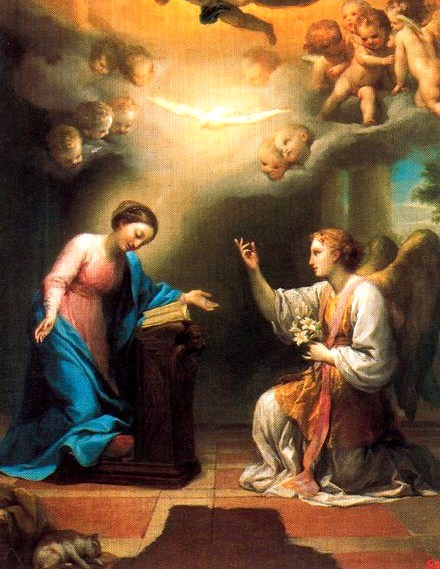
Buna Vestire de Anton Raphael Mengs — Arhanghelul Gabriel apărând înaintea Preacuratei Fecioare Maria.

Prima mențiune a lui Gabriel în ceea ce îl privește pe Ioan Botezătorul este despre un înger care apăru în fața celui care va deveni tatăl său, Zaharia, a cărui soție nerodnică, Elisabeta, era una dintre fiicele lui Aaron.
„Un înger al Domnului îi apăru atunci, stând la dreapta altarului tămâierii. La vederea lui, Zaharia se cutremură și-l cuprinse frica. Dar îngerul îi zise: «Nu-ți fie teamă, Zaharia, căci rugăciunea ta a fost ascultată. Elisabeta, soția ta, îți va naște un fiu și-i vei pune numele de Ioan. Tu vei tresălta de veselie, și de nașterea lui se va bucura multă lume, căci va fi mare înaintea Domnului...Încă din sânul maicii sale va fi umplut de Duhul sfânt, și pe mulți dintre fiii lui Israel îi va readuce la Domnul Dumnezeul lor...» Zaharia îi zise îngerului: «După ce voi cunoaște acest lucru? Căci eu sunt bătrân și soția mea, de asemenea, este înaintată în vârstă». Îngerul îi răspunse: «Eu sunt Gabriel, care stau în fața lui Dumnezeu. Am fost trimis să-ți vorbesc și să-ți aduc această veste bună. Iată, pentru că nu ai crezut cuvintele mele, care se vor împlini la timpul lor, vei fi mut și nu vei putea vorbi până în ziua în care acestea se vor împlini»".

Luca1:10 În ceasul tămâierii, toată mulțimea norodului se ruga afară.Lev 16.17; Apoc 8.3-4;

11 Atunci un înger al Domnului s-a arătat lui Zaharia și a stat în picioare la dreapta altarului pentru tămâiere.Ex 30.1;

12 Zaharia s-a înspăimântat, când l-a văzut; și l-a apucat frica.Jud 6.22; Jud 13.22; Dan 10.8; Luca 1.29; Luca 2.9; Fapt 10.4; Apoc 1.17;

13 Dar îngerul i-a zis: „Nu te teme Zahario; fiindcă rugăciunea ta a fost ascultată. Nevasta ta Elisabeta îți va naște un fiu, căruia îi vei pune numele Ioan.Luca 1.60-63;

14 El va fi pentru tine o pricină de bucurie și veselie, și mulți se vor bucura de nașterea lui.Luca 1.58;

15 Căci va fi mare înaintea Domnului. Nu va bea nici vin, nici băutură amețitoare și se va umple de Duhul Sfânt încă din pântecele maicii sale.Num 6.3; Jud 13.4; Luca 7.33; Ier 1.5; Gal 1.15;

16 El va întoarce pe mulți din fiii lui Israel la Domnul Dumnezeul lor.Mal 4.5-6;

17 Va merge înaintea lui Dumnezeu, în duhul și puterea lui Ilie, ca să întoarcă inimile părinților la copii și pe cei neascultători la umblarea în înțelepciunea celor neprihăniți, ca să gătească Domnului un norod bine pregătit pentru El.”Mal 4.5; Mat 11.14; Marc 9.12;

18 Zaharia a zis îngerului: „Din ce voi cunoaște lucrul acesta? Fiindcă eu sunt bătrân, și nevasta mea este înaintată în vârstă.”Gen 17.17;

19 Drept răspuns, îngerul i-a zis: „Eu sunt Gabriel care stau înaintea lui Dumnezeu; am fost trimis să-ți vorbesc și să-ți aduc această veste bună.Dan 8.16; Dan 9.21-23; Mat 18.10; Evr 1.14;

20 Iată că vei fi mut și nu vei putea vorbi, până în ziua când se vor întâmpla aceste lucruri, pentru că n-ai crezut cuvintele mele care se vor împlini la vremea lor.”

„Când se sfârșiseră zilele serviciului său, se întoarce acasă. După câtva timp, Elisabeta, soția lui, rămase însărcinată, dar a tăcut despre aceasta timp de cinci luni. Zicea în sufletul ei: «Minunat lucru a făcut Domnul pentru mine, în ziua în care a binevoit să înlăture ocara mea din fața oamenilor». Când s-a împlinit timpul să nască, Elisabeta născu un fiu. Vecinii și rudele ei auziseră că Domnul a copleșit-o cu milostivirea sa și se bucurară împreună cu ea. În ziua a 8-a, au venit pentru ceremonia tăierii împrejur a pruncului și voiau să-l numească Zaharia, după numele tatălui său. Dar mama interveni, zicând: «Nicidecum Se va chema Ioan » Ei îi ziseră: «Nu este nimeni printre rudele tale care să poarte acest nume». Atunci l-au întrebat prin semne pe tatăl său, ce nume vrea să-i dea. El ceru o tăbliță și scrise aceste cuvinte: «Numele lui este Ioan...» În aceeași clipă, i se deschise gura și vorbea preamărindu-l pe Dumnezeu... 
După încheierea săptămânii de slujire, Zaharia s-a întors acasa, in Hebron [7] iar nevasta lui a născut. După încheierea celor "cinci luni" (Luca 1:21-25) de sarcină, Gabriel este mențional din nou:

Luca1:26 În luna a șasea, îngerul Gabriel a fost trimis de Dumnezeu într-o cetate din Galileea, numită Nazaret,

27 la o fecioară logodită cu un bărbat, numit Iosif, din casa lui David. Numele fecioarei era Maria.Mat 1.18; Luca 2.4-5;

28 Îngerul a intrat la ea și a zis: „Plecăciune, ție, căreia ți s-a făcut mare har; Domnul este cu tine, binecuvântată ești tu între femei!”
Dan 9.23; Dan 10.19; Jud 6.12;

29 Tulburată foarte mult de cuvintele acestea, Maria se întreba singură ce putea să însemne urarea aceasta.Luca 1.12;

30 Îngerul i-a zis: „Nu te teme, Marie; căci ai căpătat îndurare înaintea lui Dumnezeu.

31 Și iată că vei rămâne însărcinată și vei naște un Fiu, căruia Îi vei pune numele Isus.Isa 7.14; Mat 1.21; Luca 2.21;

32 El va fi mare și va fi chemat Fiul Celui Preaînalt; și Domnul Dumnezeu Îi va da scaunul de domnie al tatălui Său David.Marc 5.7; 2Sam 7.11-12; Ps 132.11; Isa 9.6-7; Isa 16.5; Ier 23.5; Apoc 3.7;

33 Va împărăți peste casa lui Iacov în veci, și Împărăția Lui nu va avea sfârșit.”Dan 2.44; Dan 7.14-27; Mic 4.7; Ioan 12.34; Evr 1.8;

34 Maria a zis îngerului: „Cum se va face lucrul acesta, fiindcă eu nu știu de bărbat?”

35 Îngerul i-a răspuns: „Duhul Sfânt Se va coborî peste tine, și puterea Celui Preaînalt te va umbri. De aceea Sfântul care Se va naște din tine, va fi chemat Fiul lui Dumnezeu.Mat 1.20; Mat 14.33; Mat 26.63-64; Marc 1.1; Ioan 1.34; Ioan 20.31; Fapt 8.37; Rom 1.4;

36 Iată că Elisabeta, rudenia ta, a zămislit și ea un fiu la bătrânețe; și ea, căreia i se zicea stearpă, este acum în a șasea lună.

37 Căci niciun cuvânt de la Dumnezeu nu este lipsit de putere.Gen 18.14; Ier 32.17; Zah 8.6; Mat 19.26; Marc 10.27; Luca 18.27; Rom 4.21;

38 Maria a zis: „Iată, roaba Domnului; facă-mi-se după cuvintele tale!” Și îngerul a plecat de la ea.

Cântarea Mariei.